# Riza Hawkeye
Riza Hawkeye (jap. リザ・ホークアイ Riza Hōkai) – postać fikcyjna, deuteragonistka mangi i anime Fullmetal Alchemist. W anime głosu użycza jej Fumiko Orikasa (w wersji z 2003) i Michiko Neya (w wersji z 2009).

## Opis postaci
Jest ona wnuczką generała Grummana. Jej ojciec, Berthold Hawkeye, uczył alchemii Roya Mustanga. Udostępniła ona badania swojego ojca pułkownikowi, które były zapisane w formie tatuażu na jej plecach. Podczas wojny w Ishvalu, Hawkeye była snajperem. Po wojnie prosiła Mustanga, by wypalił jej tatuaż.
W armii ma stopień porucznika i jest główną podkomendną pułkownika Mustanga, a zarazem jego najbardziej zaufaną podwładną. Podczas pobytu w Kwaterze Wschodniej przygarnęła psa znalezionego przez Fuery'ego i nazwała go Black Hayate. Po ataku Scara na Centralę została tam przeniesiona razem z Mustangiem. Po zdemaskowaniu działań Płomiennego Alchemika i jego grupy, mianowano ją adiutantem Kinga Bradleya, a tym samym została zakładniczką. Dzięki swojej nowej funkcji jako pierwsza odkryła prawdziwą tożsamość Selima Bradleya, którą przekazała Royowi, przy użyciu mnemotechniki. Od tej chwili była nieustannie obserwowana przez Pride'a, lecz mimo tego, z pomocą Izumi Curtis udaje jej się powiadomić pułkownika o dacie Dnia Sądu. W momencie, gdy pułkownik chciał dokonać krwawej zemsty na Envy'm, porucznik powstrzymała go celując do niego z pistoletu. Kiedy została pojmana i poważnie zraniona przez Złotozębnego Naukowca, Roy zostaje zmuszony do przeprowadzenia ludzkiej transmutancji. Porucznik Hawkeye daje mu wówczas znak, by bez względu na wszystko, tego nie robił. Po tym, jak Mustang stracił wzrok, Riza towarzyszy mu w walce, stając się jego „oczyma”, podczas walki z Ojcem.

## Odbiór
Riza Hawkeye została uznana za najlepszą postać żeńską w cyklu Anime Grand Prix w 2003 roku. W dwóch kolejnych latach zajęła odpowiednio trzecie i siedemnaste miejsce. Według rankingu popularności Gekkan Shōnen Gangan Riza została trzecią najpopularniejszą postacią mangi Fullmetal Alchemist.